# Elvira Vargas
Elvira Vargas Rivera (Tlalpujahua, Michoacán, 28 de diciembre de 1906 - Ciudad de México, 7 de marzo de 1967), conocida como Elvira Vargas, fue una de las primeras reporteras mexicanas (título que comparte con Magdalena Mondragón y Esperanza Velázquez Bringas). Fue, en la década de 1930, la única mujer que cubría la fuente presidencial.[cita requerida]

## Biografía
Vargas Rivera nació en Tlalpujahua de Rayón (Michoacán, México) el 28 de diciembre de 1906  hija de María de Jesús Rivera y Joaquín Vargas. Asistió a la escuela primaria y a la secundaria pero fue forzada por la pobreza a buscar trabajo a una edad temprana. En 1920 se muda a la Ciudad de México donde empieza sus estudios en la Escuela Nacional Preparatoria de San Ildefonso. En 1929 participa en el movimiento vasconcelista y en el periódico de esta corriente: El Momento.
En 1958 obtiene el grado de licenciada en Derecho, por la Universidad Nacional Autónoma de México con la tesis: La reforma agraria y el neolatifundismo en México. Fue redactora en El Nacional y después de que El Universal publicara su trabajo y reportajes sobre los trabajadores del petróleo y la expropiación petrolera, regeresó al primer periódico como jefa de redacción (1931–1938). También fue columnista en la Cadena García Valseca (1946–1952). A los 51 años de edad se vuelve colaboradora en Novedades (1953); y después trabaja como reportera y directora en El Diario de la Tarde (1959) y en las revistas Hoy, Mañana y Siempre!, entre otras.

## Obra
Lo que vi en la tierra del petróleo narra sus viajes a los campos petroleros, a los que viajó el  6 de febrero de 1938. El reportaje se publicó el 12 de febrero de 1939 y en él Elvira Vargas dice:
En la loma (donde viven los americanos), todo está bien distribuido y orientado, destacando su saneamiento, comodidad y salubridad. Sobre la tierra baja, en cambio, se observan lotes de chozas apiñadas y miserables, rodeadas de cunetas pantanosas, por las que corren las aguas negras provenientes de la aristocrática colonia americana. En esas chozas es donde viven los trabajadores. 
El libro  informa sobre "la vida de los trabajadores y la explotación en la que vivían cuando los dueños eran extranjeros". Empresas como El Águila fueron duramente retratas por Vargas. En una entrevista en El Nacional del 10 de marzo de 1938, la escritora recuenta cómo fue amenazada por estos reportajes. Un fragmento de la conversación entre Vargas y un señor Long versa así:
--Es que, interrumpió (el señor Long), si usted escribiera de otro modo, la compañía se daría por bien servida.

--Pues, dije levantándome, diga a su compañía que puede darse por mal servida
Por las rutas del sureste fue publicado por la editorial Cima en 1940. En él la autora describe la gente, pobreza y la belleza del paisaje de Campeche, Tabasco, Yucatán y Chiapas. Incluye algunas reflexiones sobre la situación de los indios y las acciones del gobierno de Lázaro Cárdenas para ayudarlos. A mitad de la jornada. Tres años de gobierno (1946 - 1949) es un análisis de esos tres primeros años de gobierno del presidente Miguel Alemán Valdés "y las medidas adoptadas para avanzar en asuntos de educación, transporte, obras y petróleo".